# Arnold Jung Lokomotivfabrik

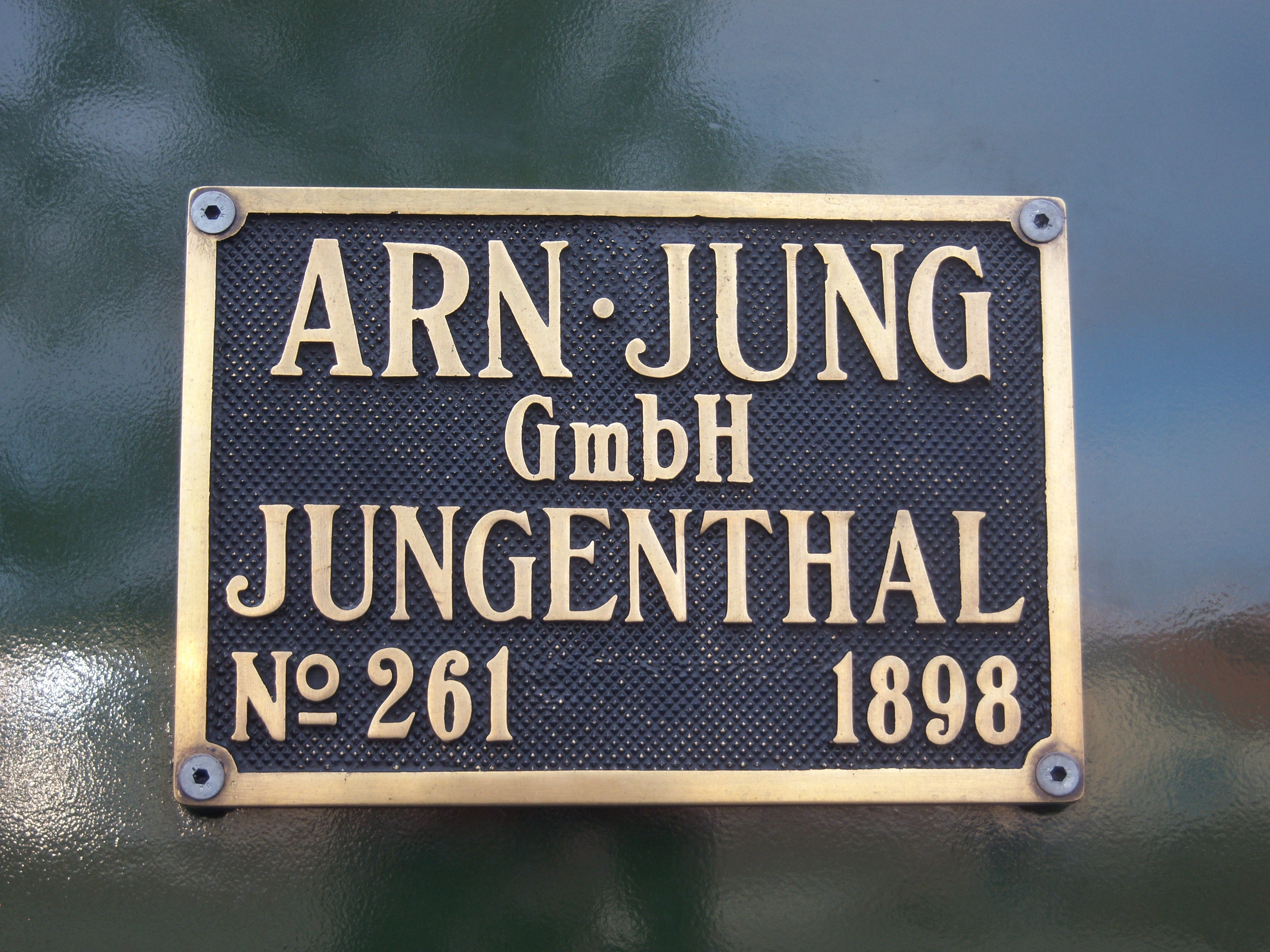
Fabrieksplaat van een Jung-locomotief

De Arnold Jung Lokomotivfabrik was een leverancier van locomotieven, gevestigd in Jungenthal, (Kirchen (Sieg) in Duitsland).
De firma werd in 1885 opgericht door Arnold Jung en Christian Staimer onder de firmanaam Jung & Staimer OHG. In 1913 werd de fabriek hernoemd tot Arnold Jung Lokomotivfabrik GmbH, Jungenthal.
In totaal werden meer dan 12.000 kleine en grote stoom- en diesellocomotieven gebouwd, zowel voor veldspoor als voor de Deutsche Reichsbahn en andere spoorwegmaatschappijen. De laatste nieuw gebouwde stoomlocomotief voor de Deutsche Bundesbahn, nummer 23.105, kwam in 1959 uit de fabriek van Jung.
Van 1976 bouwde Jung geen locomotieven en stoomketels meer en werd de productie geconcentreerd op werktuigmachines, transportwagens, staalplaten, hijskranen en brugonderdelen. In 1993 werd de productie geheel gestaakt en de fabriek gesloten.

## Fotogalerij

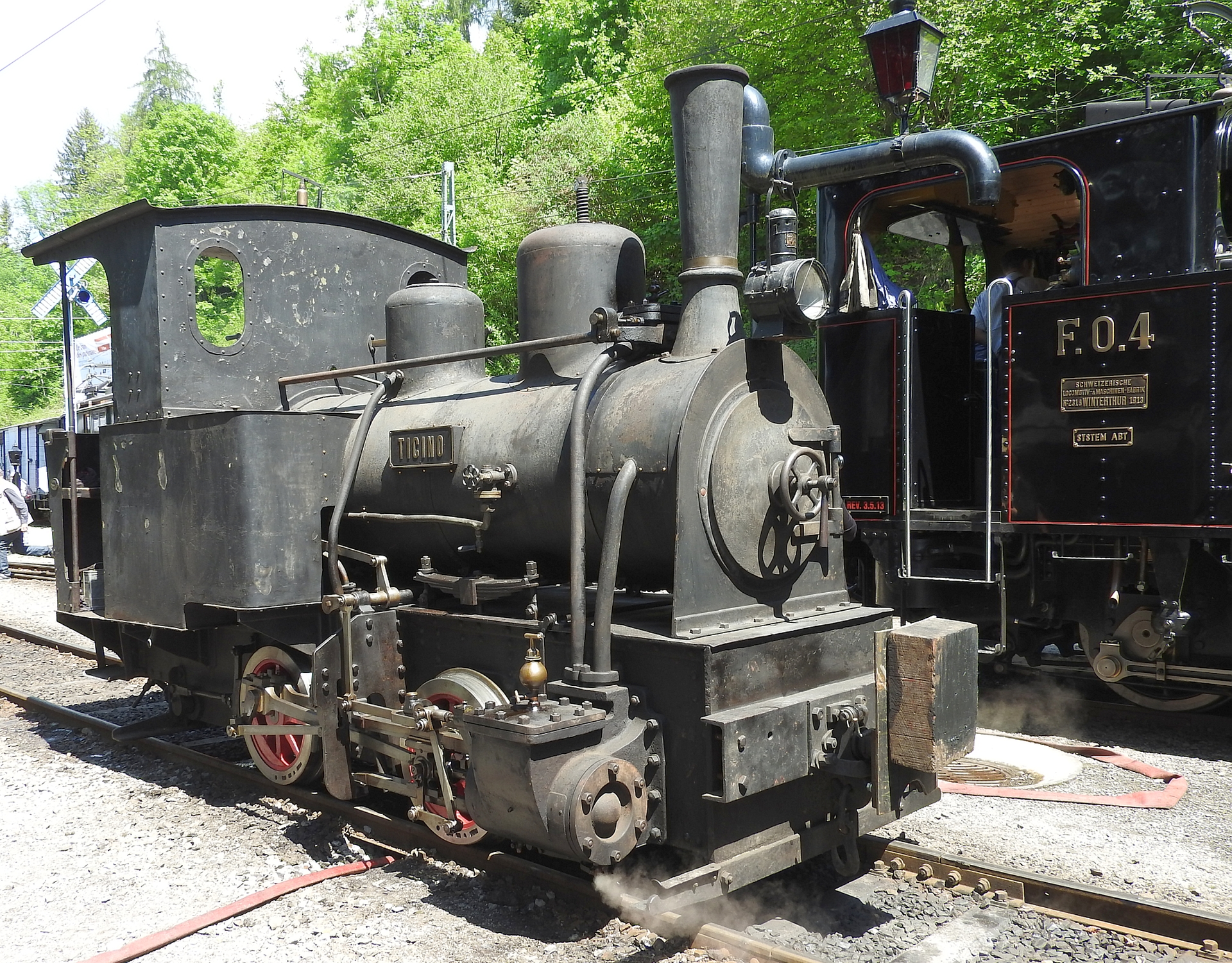
Oudste bewaard gebleven Jung-locomotief (bouwjaar 1889)
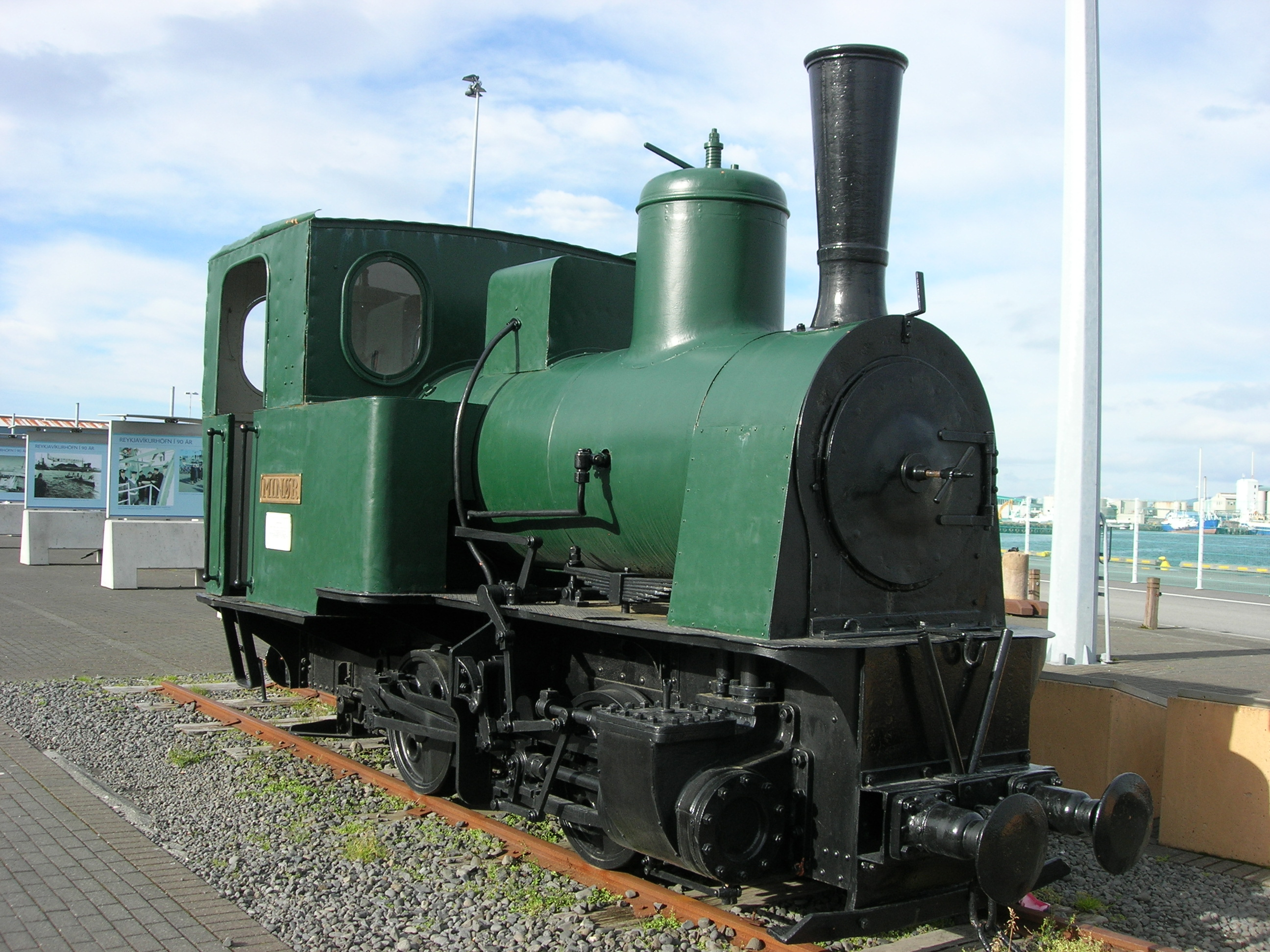
Jung locomotief Minør, bouwjaar 1892, bij de haven in Reykjavik
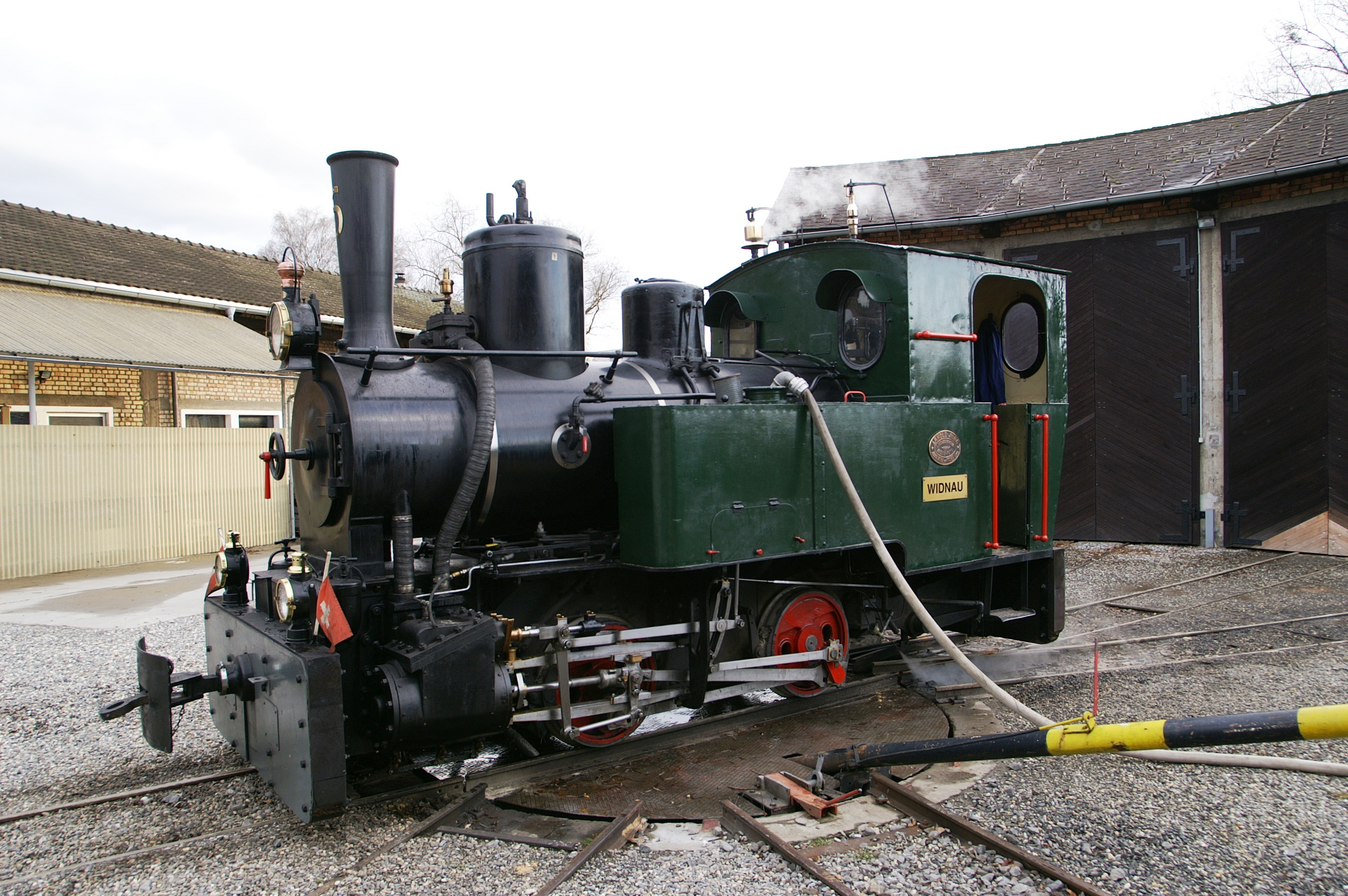
Jung stoomlocomotief (bouwjaar 1898)
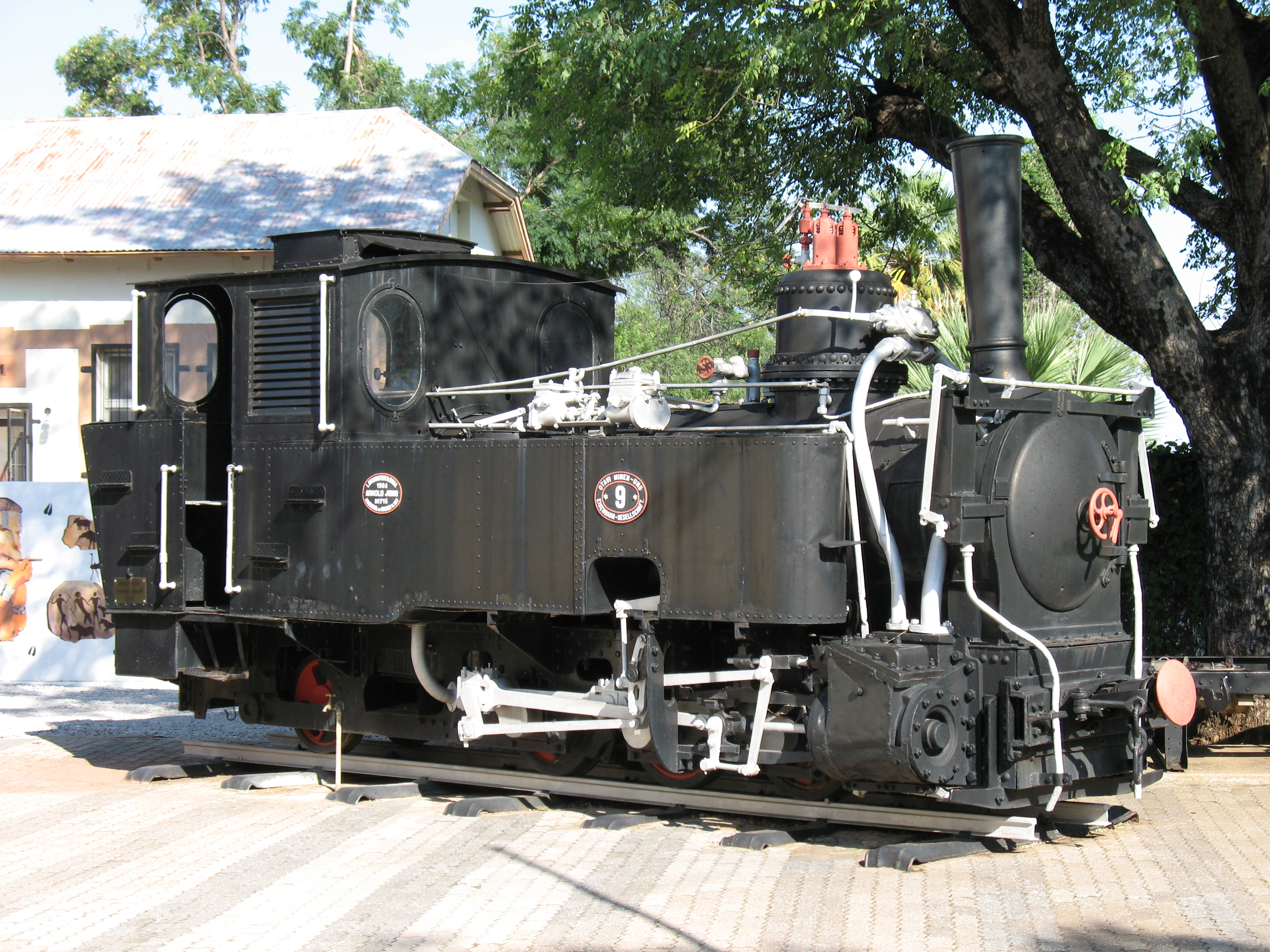
Jung locomotief (bouwjaar 1905) in Namibië
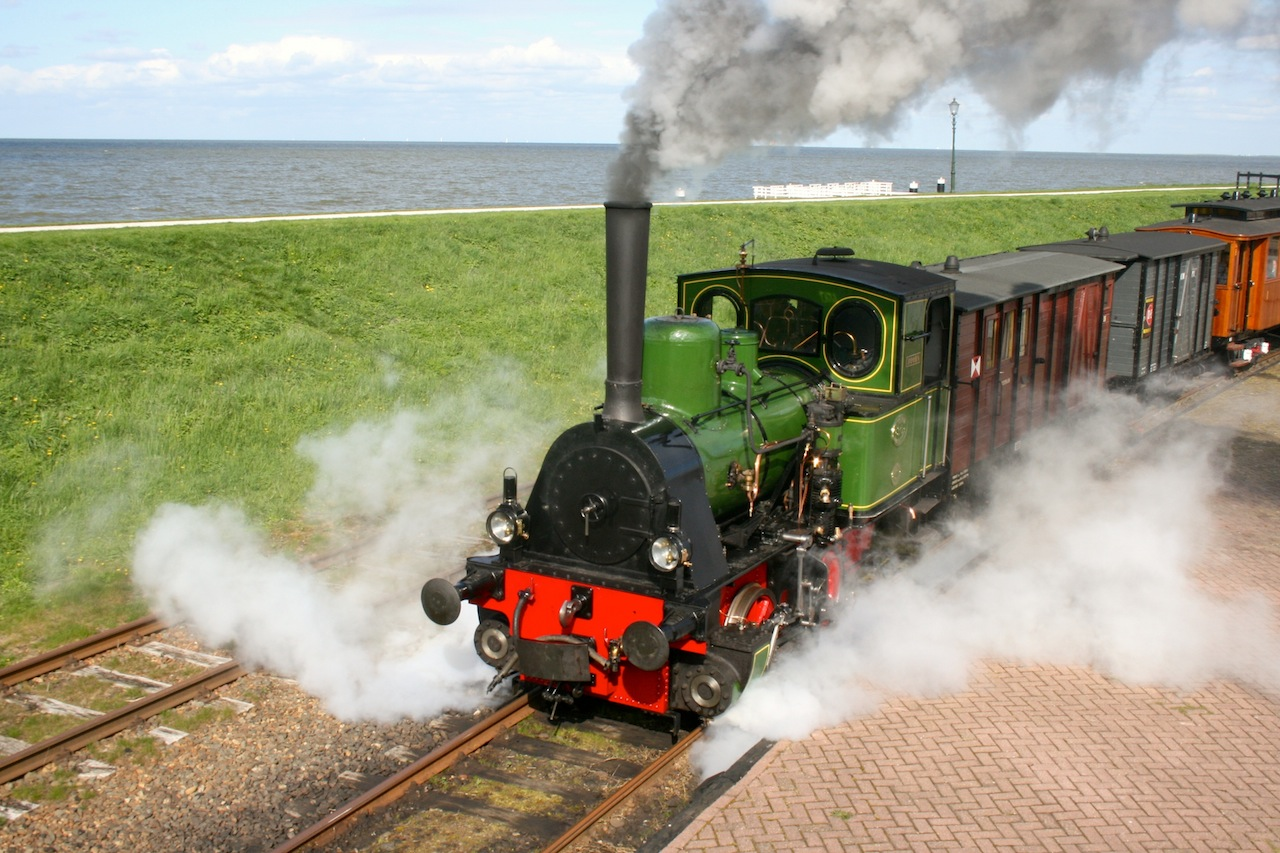
Jung-locomotief 30 uit 1908 van de Museumstoomtram Hoorn-Medemblik
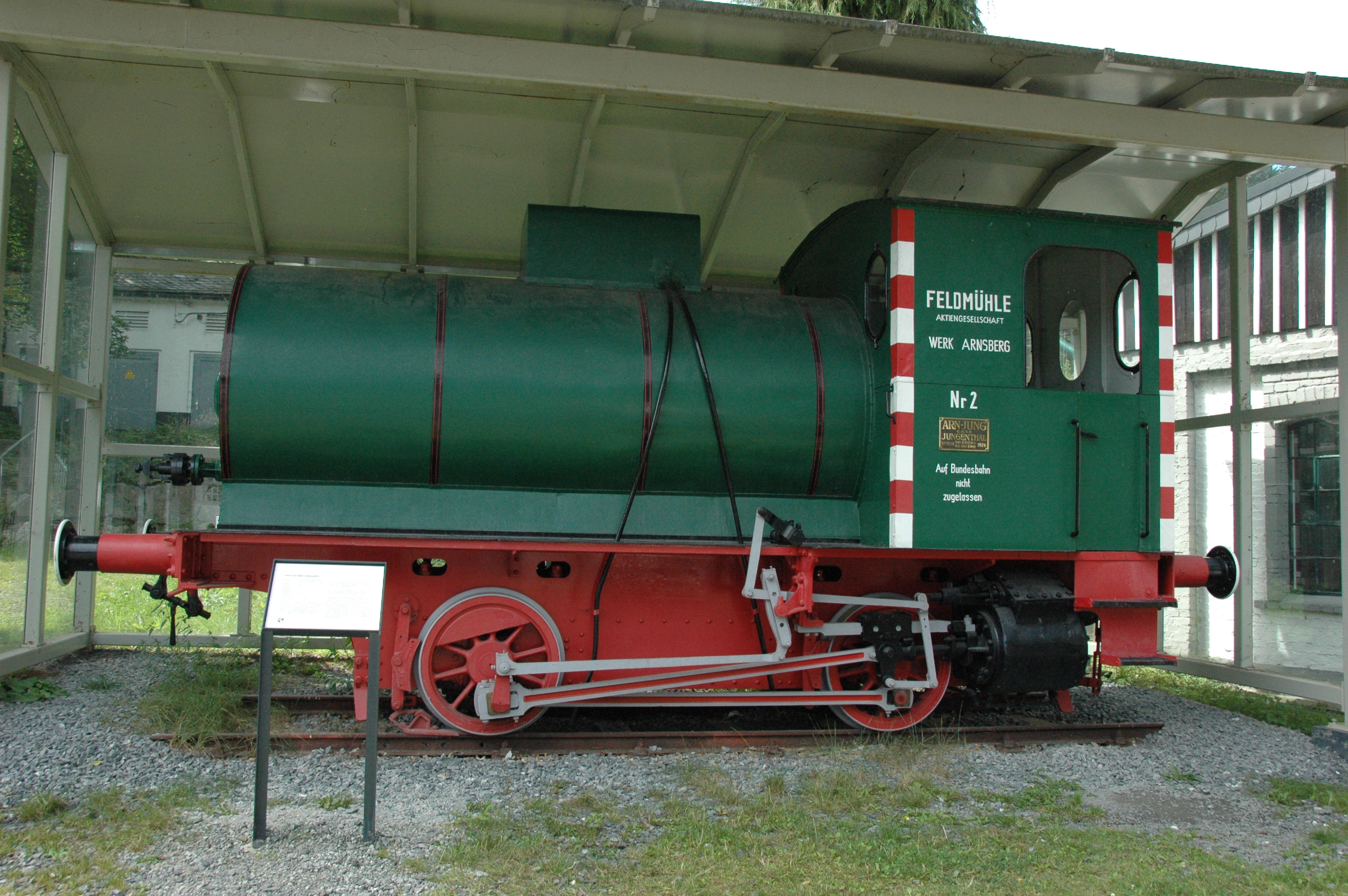
Jung vuurloze locomotief
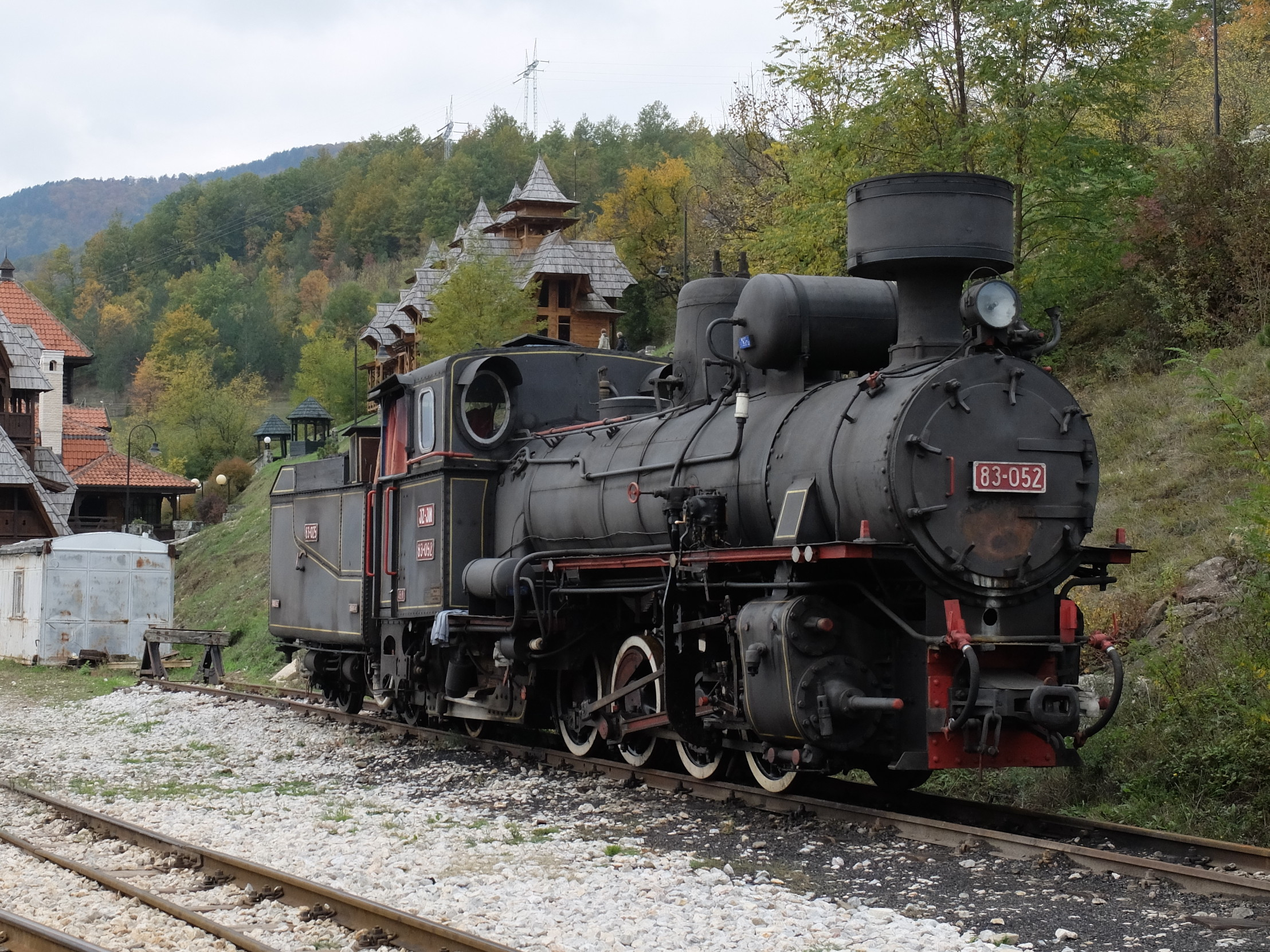
Jung-locomotief in Servië
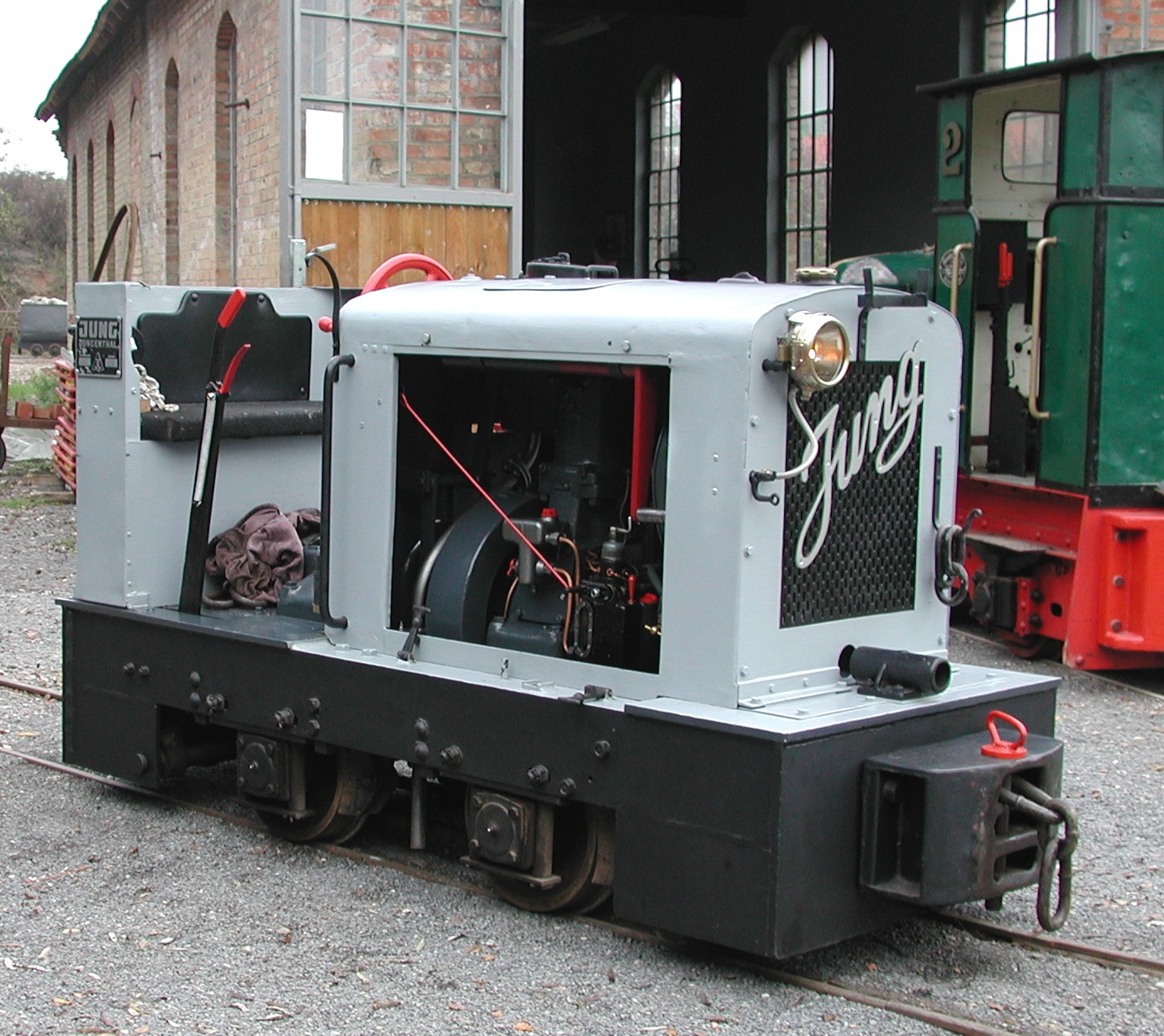
Kleine 'Feldbahnlok'
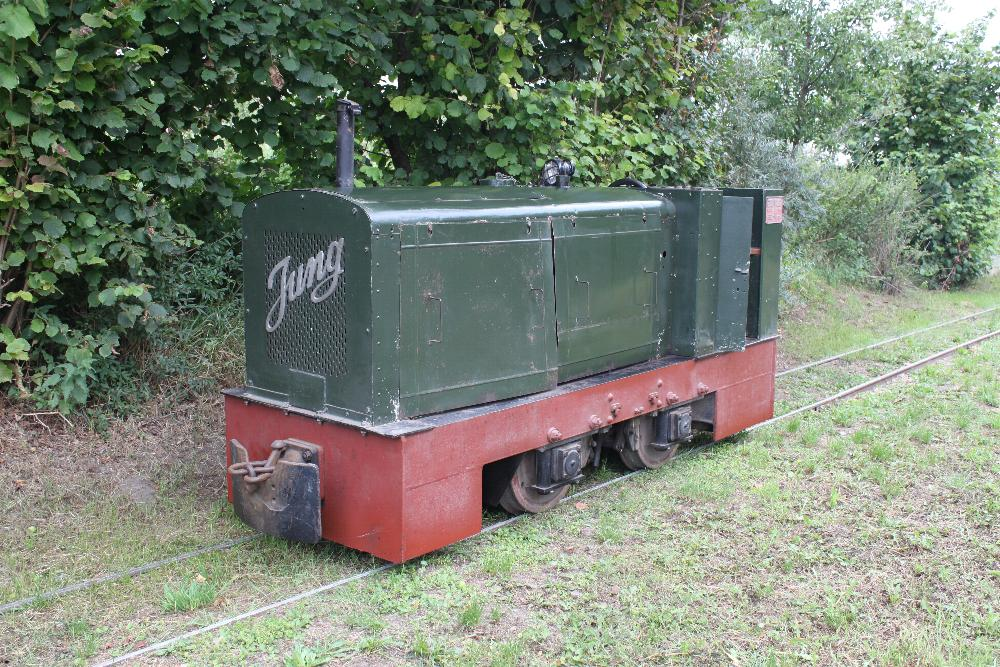
Kleine 'Feldbahnlok'
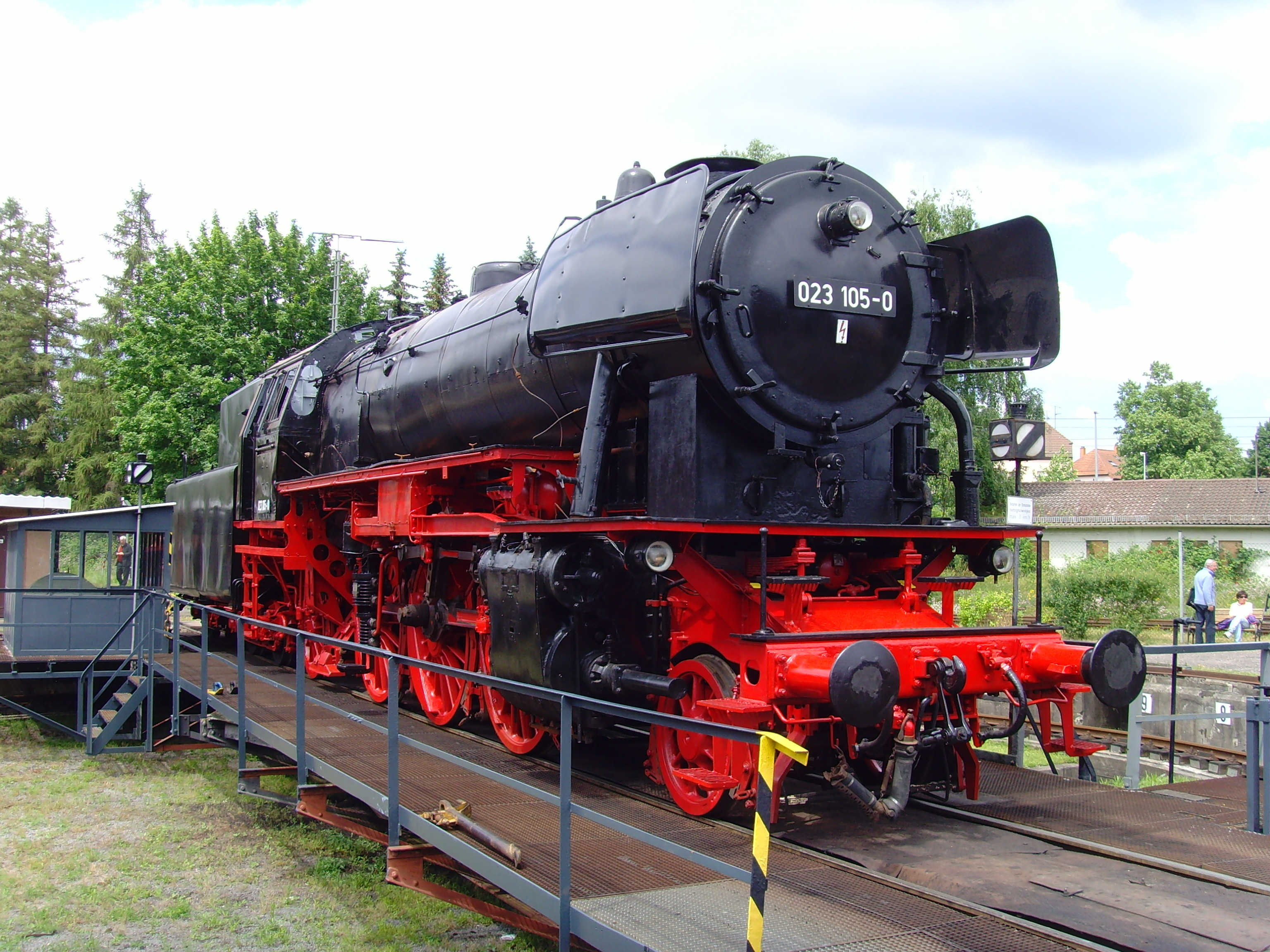
Laatste geleverde DB-stoomloc 23.105 uit 1959
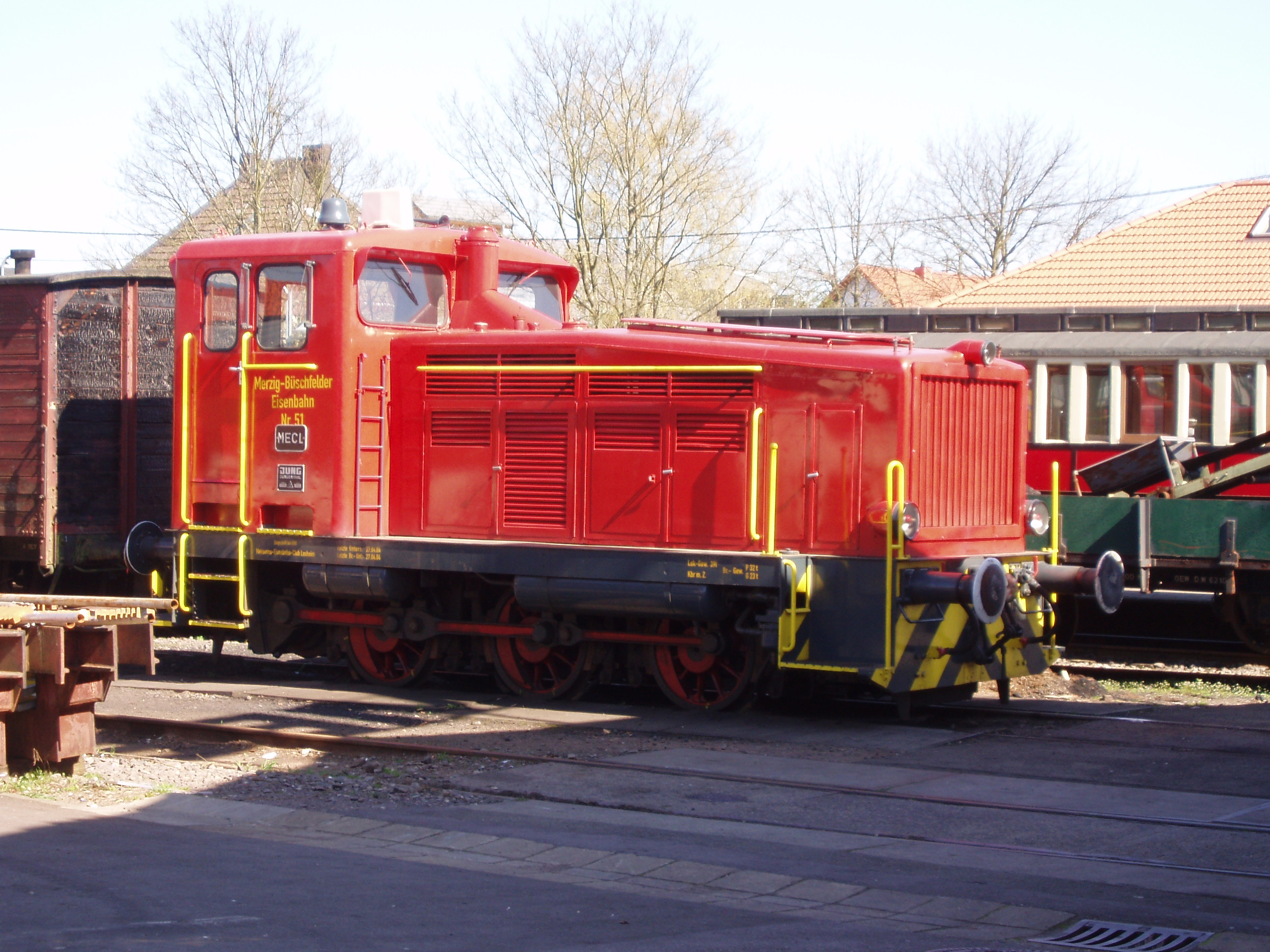
Jung diesellocomotief van de museumspoorlijn in Losheim am See
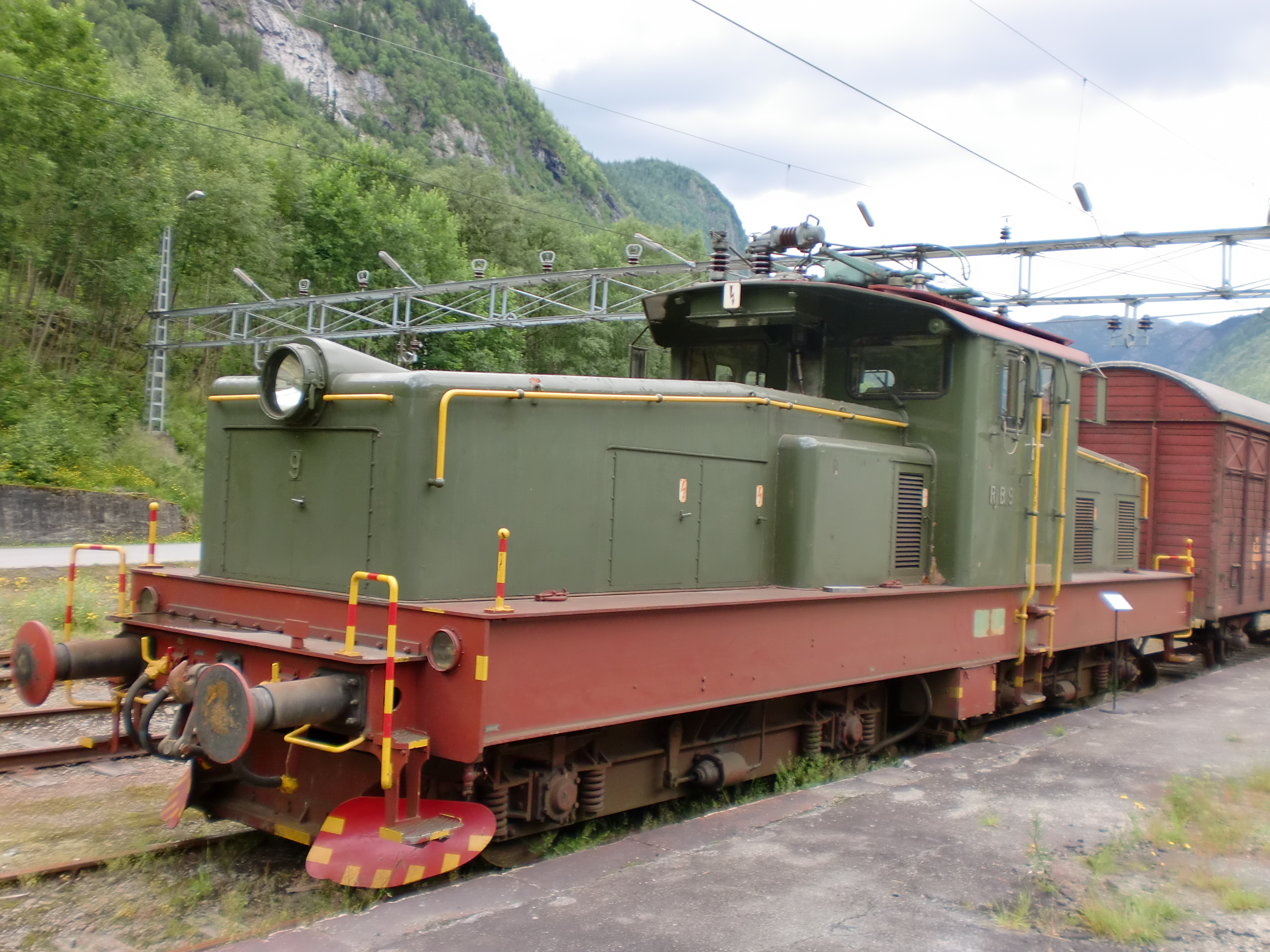
Elektrische locomotief RjB 9 uit 1958 van de Spoorlijn Rjukan - Mæl in Noorwegen